# Swallow My Pride
Swallow My Pride – piąty singel zespołu Ramones promujący album Leave Home. Wydany w 1977 przez wytwórnię Sire Records.

## Lista utworów
1. „Swallow My Pride” (Joey Ramone) – 2:03
2. „Pinhead” (Dee Dee Ramone) – 2:42
3. „Let’s Dance” (Jim Lee) – 2:06

- Utwór 3 nagrano w klubie „The Roxy” w Los Angeles.

## Skład
- Joey Ramone – wokal
- Johnny Ramone – gitara, wokal
- Dee Dee Ramone – gitara basowa, wokal
- Tommy Ramone – perkusja, producent